# Улица Георгия Мушникова
Улица Георгия Мушникова — улица в жилом районе Инорс города Уфа Республики Башкортостан.
Названа в честь Георгия Мушникова — участника Великой Отечественной войны, Героя Советского Союза.
На сегодняшний день является одной из основных транспортных артерий района. Протяжённость улицы более километра. Имеются планы по продлению улицы через Лихачевский промузел до улицы Машиностроителей для улучшения транспортного сообщения между Инорсом и Черниковкой.
Почтовый индекс — 450039, 450043, код ОКАТО — 80401370000.
В 2019-2020 гг. велось строительство продолжения улицы Георгия Мушникова на участке от улицы Шолохова до Сельской Богородской. Этот участок обустроили за счет программы «Стимул», которая, в свою очередь, входит в федеральный проект «Жилье» нацпроекта «Жилье и городская среда». На строительство было выделено финансирование в размере 155 миллионов рублей из федерального, республиканского и городского бюджетов. 9 декабря 2020 после введения в строй продолжения улицы Мушникова перекресток ул. Шолохова/Мушникова стал "Т" образным.

## Расположение
Улица начинается с улицы им. Фронтовых бригад. Тянется от реки Уфы на северо-запад на расстоянии 750 метров. После пересечения с бульваром Баландина поворачивает на север и тянется около 900 метров.
На улице расположены остановки общественного транспорта: «Магазин Товары для дома», «МБОУ „Гимназия № 121“», «Улица Георгия Мушникова».